# Convento da Lapa
O Convento da Lapa, cujo nome oficial é Convento de Nossa Senhora da Conceição da Lapa, é um importante monumento histórico, religioso e arquitetônico localizado na cidade de Salvador, Bahia, no Brasil. É o segundo mais antigo convento feminino fundado em solo brasileiro, sendo o mais antigo o Convento de Santa Clara do Desterro. Ambos estão localizados na Avenida Joana Angélica, na região central da capital baiana.
Na atualidade, em bom estado de conservação, em plena Avenida Joana Angélica - movimentada via que une o Campo da Pólvora ao antigo centro, ainda hoje chamado de "Comércio", nas instalações do Convento mantém a Universidade Católica do Salvador algumas unidades de ensino.

## História

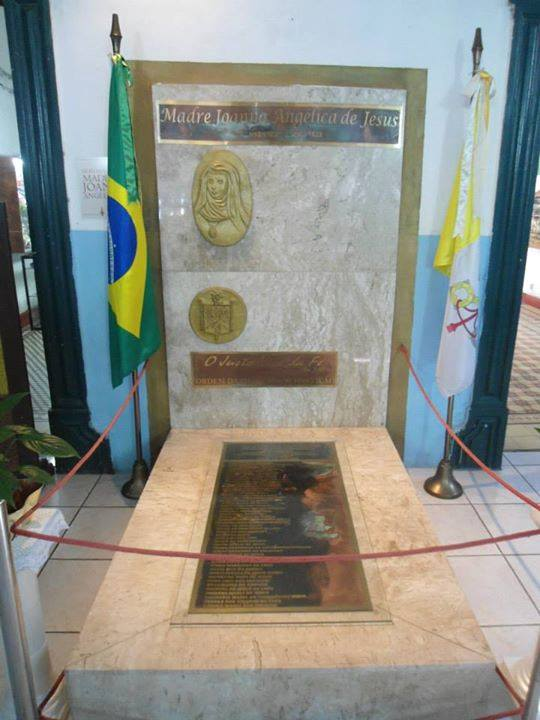
Mausoléu da Madre Joana Angélica de Jesus, mártir

Sua construção teve início nas imediações dos importantes sítios do Mosteiro de São Bento, acima do Dique do Tororó, no bairro da Lapa, na cidade de Salvador, por volta de 1733.
Consta que esse início foi fruto de promessa, feita por João de Miranda Ribeiro, de construir uma capela dedicada a Nossa Senhora da Lapa, o que deu origem à posterior construção do convento, feita com auxílio de outros tantos. Era um convento dedicado para as Irmãs Franciscanas Concepcionistas.
Inaugurado em 1744, nele instalam-se as novas internas juntamente com duas monjas clarissas do Convento de Santa Clara do Desterro que haviam sido designadas para os cargos de abadessa e mestra na nova fundação, conforme Frei Jaboatão:
Em 7 de setembro de 1744, sairam deste mosteiro (do Desterro) para fundadoras do de Nossa Senhora da Lapa, nesta mesma cidade, a Madre Maria Caetana da Assumpção por abadessa, e a Madre Jozefa Clara de Jesus, por vigária e mestra; esta ficando ali incorporada por Breve Apostólico, e a outra voltou outra vez para o seu mosteiro em 10 de dezembro de 1750.
Em 19 de Fevereiro de 1822, a cidade foi palco de um dos muitos distúrbios que precederam a Guerra pela Independência na Bahia. Os soldados portugueses, perseguindo os brasileiros, tentam invadir o mosteiro, sob argumento de que ali se ocultavam revoltosos. Obstando-os, e temendo pela sevícia de suas internas, posta-se a Abadessa Joana Angélica, à época com 61 anos, pagando o gesto com a vida, tornando-se, assim, a primeira mártir da Independência do Brasil. A avenida em que está localizado o Convento, recebeu o seu nome em sua homenagem. O capelão do Convento, Daniel Nunes da Silva Lisboa, também morreu durante este ataque.
Com a proibição do ingresso de noviciados no início do século XX, o convento ficou quase vazio, passando a abrigar também religiosas da congregação do Bom Pastor. Em 1957 o Convento voltou a abrigar novamente as Irmãs Franciscanas Concepcionistas, vindas de mosteiros no Rio de Janeiro e Minas Gerais.
Em 1985, o Convento foi desapropriado pela prefeitura para a construção de uma estação de ônibus.

## Arquitetura

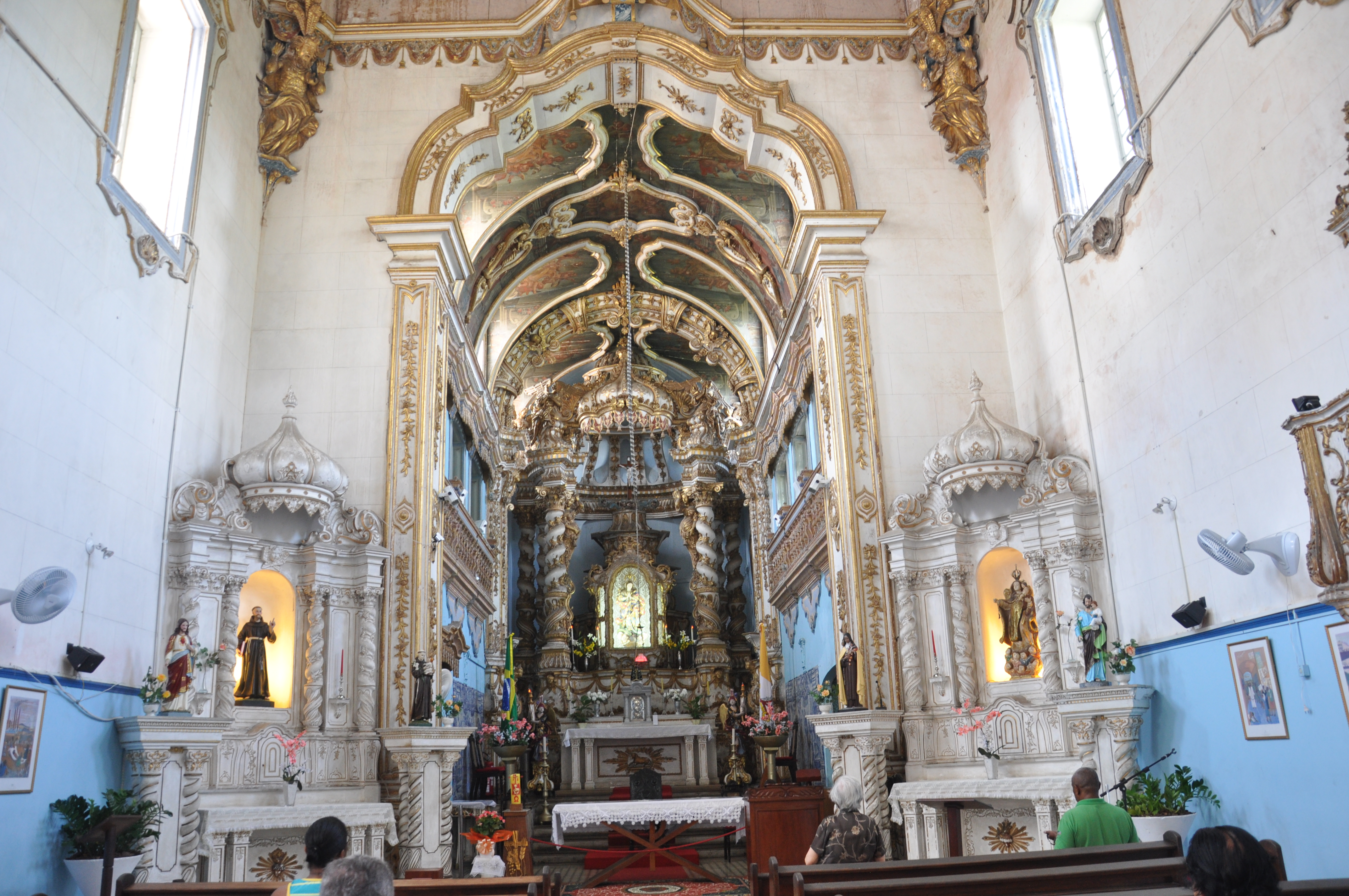
Interior da igreja

Tanto o convento como a igreja seguem o modelo arquitetônico português dos séculos XVII e XVIII.
A Igreja do Convento não possui fachada, pois é voltada para o convento, entretanto possui uma bela porta de ingresso, feita em pedra de lioz, oriunda de Lisboa. Possui, no seu interior, três altares, sendo o da capela-mor com sua cúpula no formato de coroa, sustentado por colunas ditas salomônicas (também usadas em outras construções religiosas da Capital baiana, a exemplo da Igreja de Conceição da Praia). O trabalho da capela-mor foi executado pelo entalhador Antônio Mendes da Silva. Azulejos portugueses foram utilizados para decorar as paredes da capela-mor
A pintura do forro da nave é atribuída a Veríssimo de Souza Freitas.
O presbitério tem belos azulejos, e está protegido por gradil de ferro.
Em 1754 vieram de Lisboa as pedras entalhadas que ornam a portada da igreja, junto com vidros e a imagem da santa padroeira.